# R136

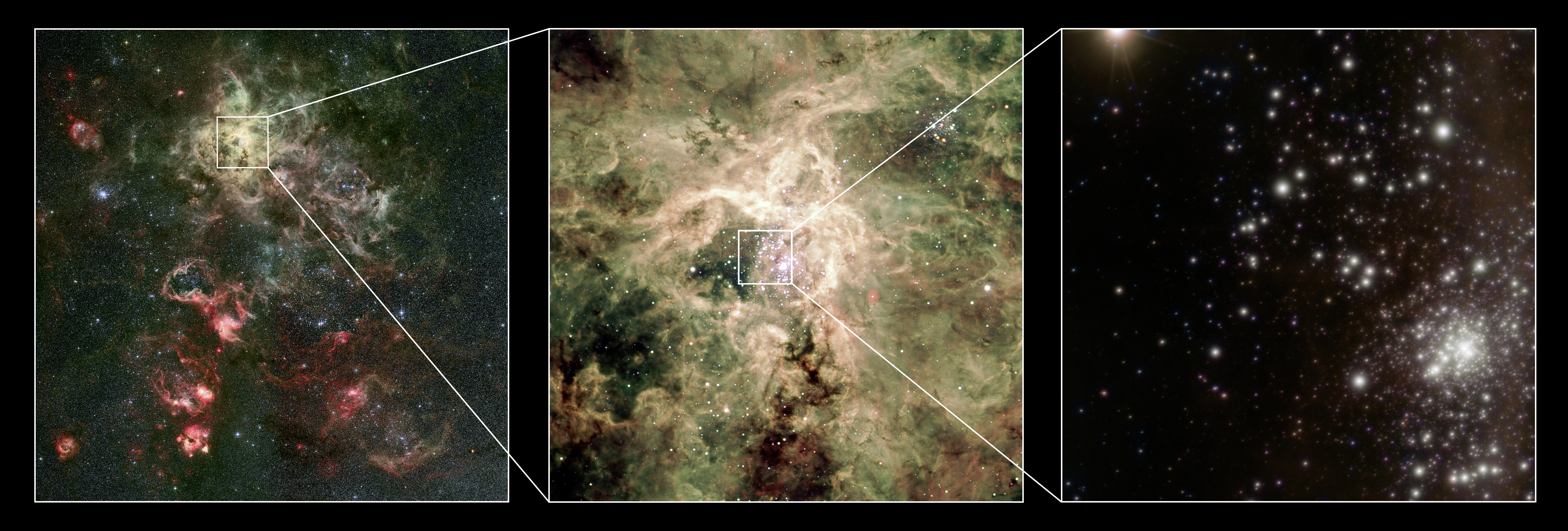
Зоряне скупчення R136a знаходиться в центрі галактичної туманності Тарантул. В середині скупчення знаходиться надмасивна зірка R136a1.

R136, або RMC 136 — зоряне надскупчення, розташоване недалеко від центру туманності Тарантул у Великій Магеллановій Хмарі. До складу цього скупчення входить багато молодих зір віком до 1—2 млн років, переважно гіганти та надгіганти. Більшість зір, які населяють R136, досить гарячі й мають спектральний клас O3: підтверджено 39 зір цього класу. Також у цьому скупченні виявлено кілька зір типу Вольфа — Рає, серед яких знайдено наймасивнішу (серед відомих на сьогодні зір) зорю R136a1 з масою близько 265 мас Сонця.

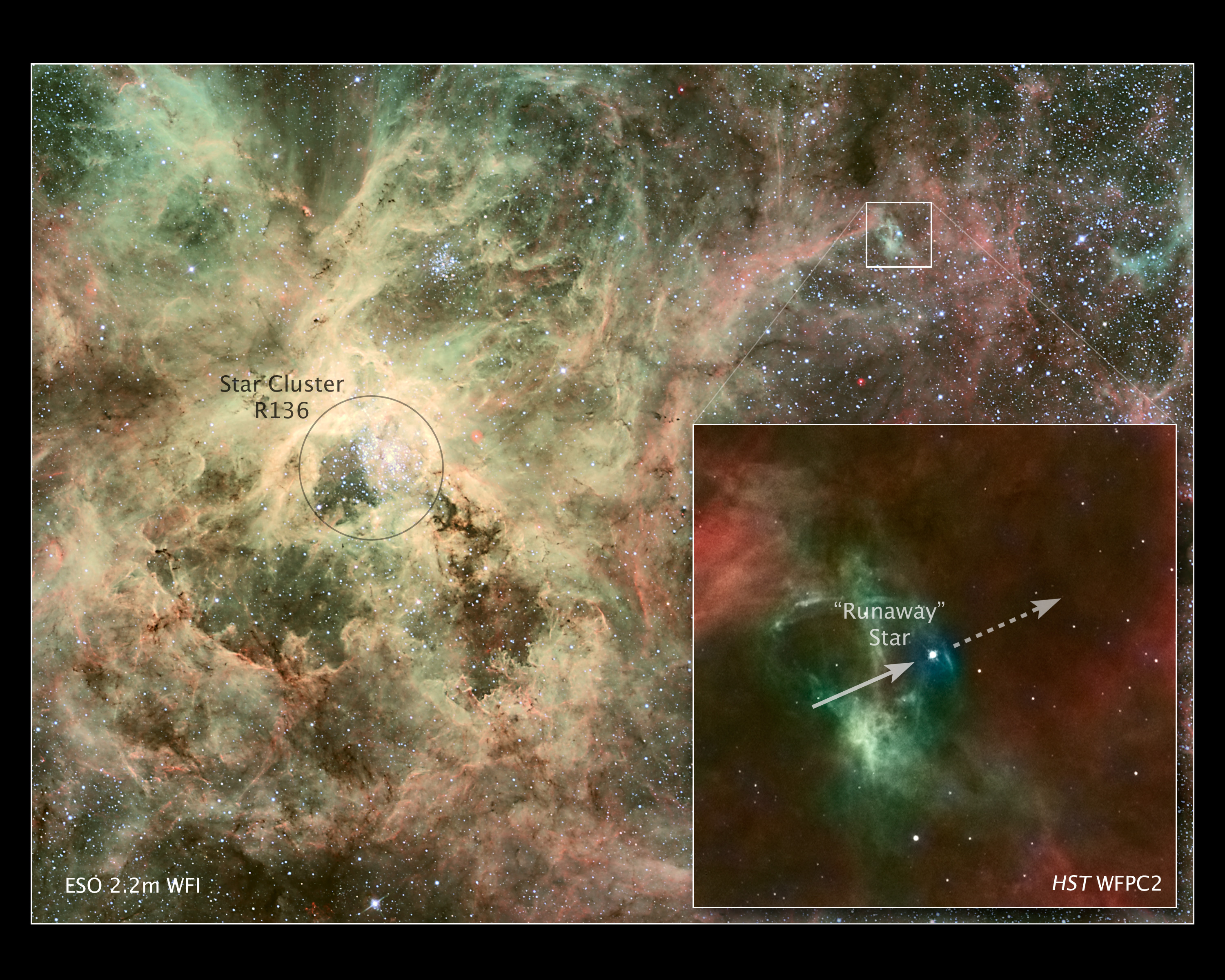
«Втікаюча» зоря, що залишає туманність Тарантул. Добре видно зоряне скупчення R136. Зображення отримане за допомогою космічного телескопа Габбл.

Зоряне скупчення R136 складається з кількох компонентів. Природа центральної компоненти, R136a, спочатку була незрозумілою. Вважалося, що R136a є неймовірно масивною гігантською зорею з масою близько 1500 мас Сонця, та з яскравістю у 30 мільйонів раз більшою за сонячну, з ефективною температурою 55 000—60 000 К та з діаметром близько 80 млн км. Проте справжню природу цього об'єкта вдалося виявити за допомогою голографічної спекл-інтерферометрії, і на сьогодні доведено, що R136 насправді є зоряним скупченням великої густини, де відстань між окремими зорями є порівняно малою. Водночас у центрі цього скупчення містяться близько 12 наймасивніших та найяскравіших зірю 

## Компоненти
| Назва                    | Пряме сходження | Схилення        | Видима величина (V) | Тип об'єкта або спектральний клас | Астрономічні бази даних                               |
| ------------------------ | --------------- | --------------- | ------------------- | --------------------------------- | ----------------------------------------------------- |
| R136a                    | 05г 38х 43.3с   | -69° 06′ 08″    |                     | Зоряне скупчення                  | SIMBAD [Архівовано 2 жовтня 2013 у Wayback Machine.]  |
| R136a1 (BAT99 108)       | 05г 38х 42.43с  | -69° 06′ 02.2″  | 12,77               | WN                                | SIMBAD [Архівовано 2 жовтня 2013 у Wayback Machine.]  |
| R136a2 (BAT99 109)       | 05г 38х 42.45с  | -69° 06′ 02.2″  | 13,38               | Зоря Вольфа — Рає                 | SIMBAD [Архівовано 2 жовтня 2013 у Wayback Machine.]  |
| R136a3 (BAT99 106)       | 05г 38х 42.291с | -69° 06′ 03.45″ | 12,93               | WN                                | SIMBAD [Архівовано 2 жовтня 2013 у Wayback Machine.]  |
| R136 Ab (SNR B0538-69.2) | 05г 37х 51.6с   | -69° 10′ 23″    | 9,59                | SNR                               | SIMBAD [Архівовано 4 березня 2016 у Wayback Machine.] |
| R136 Ac (PSR J0537-6910) | 05г 37х 47.6с   | -69° 10′ 20″    |                     | Пульсар                           | SIMBAD [Архівовано 2 жовтня 2013 у Wayback Machine.]  |
| R136b (BAT99 111)        | 05г 38х 42.78с  | -69° 06′ 03.1″  | 13,66               | O4                                | SIMBAD [Архівовано 2 жовтня 2013 у Wayback Machine.]  |
| R136c (BAT99 112)        | 05г 38х 42.896с | -69° 06′ 04.92″ | 12,86               | WN                                | SIMBAD [Архівовано 2 жовтня 2013 у Wayback Machine.]  |